# 隆子荛花
隆子荛花（学名：Laplacea lungtzeensis）为山茶科南美大头茶属的植物，是中国的特有植物。分布在中国大陆的西藏等地，生长于海拔3,600米至3,800米的地区，多生长于干燥山坡上，目前尚未由人工引种栽培。